# Вальдман, Григорий Абрамович
Григо́рий Абра́мович Ва́льдман (1884—1939 или 1940) — советский военачальник, активный участник Гражданской войны.
Кавалер трёх орденов Красного Знамени.

## Биография
До 1907 работал слесарем на заводах Одессы и Киева. В 1907 году призван в царскую армию. За участие в убийстве офицера в 1909 году приговорён судом к 6 годам тюремного заключения.
Участник Первой мировой войны. В 1914 отправлен на Германский фронт. В 1916 году — дезертировал, был схвачен и приговорён к 12 годам каторги.
Революция 1917 освободила его от каторжных работ. Приехав в Кишинёв, Вальдман в 1918 году вступил в партизанский отряд, влившийся потом в бригаду Григория Котовского.
В составе бригады Котовского участвовал во всех походах и сражениях Гражданской войны. Был командиром эскадрона в бригаде, затем помощником командира полка во 2-м кавкорпусе  Котовского. Был близким другом комбрига.
После Гражданской войны, мало приспособленный к мирной жизни, оказался не у дел. В 1925 вернулся на производство на старое место работы. За былые боевые заслуги был назначен директором завода, а в начале 1930 года послан в Америку для изучения опыта. В 1935 году руководил торфяными разработками в посёлке Туголесский Бор Шатурского района Московской области.
Главный организатор убийства Мейера Зайдера, застрелившего в 1925 году Григория Котовского.
По утверждению сына Котовского, Вальдман был расстрелян в 1939 году, однако никаких доказательств этого не обнаружено.

## Награды
- Три[4] ордена Красного Знамени (достоверно известны два награждения: приказом РВСр № 202 от 31.12.1923, приказом РВСР № 736 от 24.11.1925)[1]

## Упоминания в художественной литературе
- Рассказ Валентина Катаева «Сон» (1933):

Вот Гриша Вальдман, рыжеусый гигант, навзничь упавший в траву, как дуб, пораженный молнией, с седлом под запрокинутой головой и с маузером в пудовом кулаке, разжать который невозможно даже во сне. Его грудь широка и вместительна, как ящик. Она поднята к звездам и ровно подымается и опускается в такт богатырскому храпу, от которого качается вокруг бурьян. Другая богатырская рука прикрыла теплую землю, — поди попробуй отними у Гриши Вальдмана эту землю!